# Rupite Glacier
Rupite Glacier är en glaciär i Antarktis. Den ligger i Sydshetlandsöarna. Argentina, Chile och Storbritannien gör anspråk på området. Rupite Glacier ligger 958 meter över havet.
Terrängen runt Rupite Glacier är mycket bergig. Havet är nära Rupite Glacier söderut. Trakten är obefolkad. Det finns inga samhällen i närheten. 